# Antilopenfell

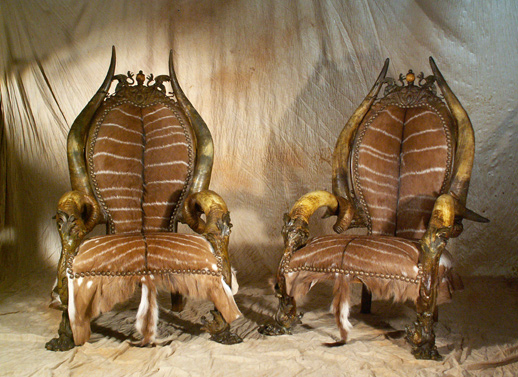
Sessel, bezogen mit Fellen weiblicher Nyala-Antilopen (Michel Haillard, Frankreich 2010)

Für die Pelzverarbeitung haben Antilopenfelle meist eine etwas untergeordnete Bedeutung, da das Haar der Antilopenarten mangels Elastizität sehr leicht bricht. Antilopen werden verschiedentlich auch in Farmen gehalten. Die Fellverwertung geschieht hauptsächlich für Taschen, Besätze und andere Kleinteile.
Unter dem nicht wissenschaftlichen Begriff Antilope versteht man in der Regel alle Hornträger, die nicht zu den Ziegenartigen, die vor allem Schafe und Ziegen umfassen, oder zu den Rindern gehören. Antilopen sind demnach die Ducker, die Bovinae ohne die Rinder, die Kuhantilopen, die Pferdeböcke, die Reduncinae (Riedböcke, Wasserböcke und Rehantilopen), die Impalas und die Gazellenartigen. Die Felle der artenreichen Tierfamilie aus Afrika und dem südwestlichen Asien werden im Rauchwarenhandel fast ausnahmslos als Antilope oder Gazelle bezeichnet, unter anderem auch die Felle des Springbocks. Der englischsprachige Handel bezeichnete 1924 das für Handschuhe veloursgegerbte Antilopenleder ohne Haare als Antilope, mit Haar als Gazelle.
Die hauptsächlich für die Pelzverarbeitung infrage kommenden Antilopenarten sind der Ducker und die kleinen Arten, die Zwergantilopen, die wichtigste davon die Windspielantilope. Die meisten arabischen Antilopenarten stellen keine Pelzlieferanten dar.
Die Anzahl der Arten ist so groß, dass auch die Unterschiede in der Fellgröße und der Färbung ganz erheblich sind. Teils sind die Felle fast einfarbig, teils bunt gestreift. Einige Arten sind lebhaft gefärbt mit hübschen Zeichnungen, teils schwarz bis silbergrau gesprenkelt. Die vorherrschenden Farben sind dunkel- bis hellbraun, rötlichgrau bis gelblichgrau, reh- oder perlhuhnähnlich. Die Unterseite sowie die Innenseiten der Beine sind vielfach heller als der Körper, hellrötlich oder weiß bis weißgrau.
Das Haar ist grob, steif und zumeist sehr kurz. Es liegt dicht am Körper an, so dass das Fell häufig recht flach wirkt. Das Röhrenhaar weist nur eine sehr dünne Rindenschicht über der stärkeren Markschicht auf. Das Unterhaar fehlt entweder ganz oder ist nur spärlich entwickelt. Der Haltbarkeitskoeffizient für Antilopenfelle wird mit 5 bis 10 Prozent angegeben.

## Geschichte, Handel
Die Felle stammen und stammten nicht nur von Wildtieren, die Haltung von Gazellen und Antilopen als Haustiere ist von den altorientalischen Hochkulturen an nachzuweisen und hat sich bis in die Jetztzeit fortgesetzt.
Gazellenfelle dienten seit Alters her der einheimischen Bevölkerung als dekorativer Überwurf von Sitzplätzen und auch sonst zu Schmuckzwecken. Afrikanische Trommeln, wie die Djembé und die Oprente, haben häufig eine Bespannung aus Antilopenfell. Auch im täglichen Gebrauch waren dort Gazellenfelle oder -leder neben Ziegenfellen und Ziegenleder das hauptsächliche Kleidungsmaterial.
Beim äthiopischen Volksstamm der Hamar nimmt das Antilopenfell eine wesentliche Rolle bei den Initiationsriten der Frauen ein, der Aufnahme in die Gemeinschaft der Erwachsenen. Zu der Prozedur gehört die Anfertigung eines „binyere“ aus den Fellen von zwei Zwergantilopen, einer männlichen und einer weiblichen. Die um eine Schnur gedrehten beiden Felle werden erst um die Hüfte, später als „zugespitztes, buschiges binyere“ auch noch von den verheirateten Frauen dann um den Hals getragen. Erhebliche rituelle Prozeduren und einschneidende Tabus sind mit diesem Teil verknüpft.
1814 erwähnt Schedels Warenlexikon neben Fellen afrikanischer Gazellen auch solche aus Kanada, die häufig über England in den Handel kamen. Das Warenlexikon rechnet die Gazellen fälschlicherweise noch den Wildziegen zu, weder Gazellen, Antilopen noch Wildziegen kommen jedoch in Amerika vor, es dürfte sich um Felle einer anderen Huftierart gehandelt haben.
Mehrere Jahre vor dem Ersten Weltkrieg (1914 bis 1918) kamen größere Partien der kleinen Duckerfelle verschiedener Sorten auf den europäischen Markt, die zu Pelzhandschuhen verarbeitet wurden, jährlich etwa 30.000 bis 40.000 Stück. Ein Rohfell kostete ungefähr 50 Pfennig. Etwa um 1920 wurde begonnen, aus den Fellen Damenjacken zu fertigen. Jedoch hörte diese Mode bereits drei oder vier Jahre später wieder auf, „da die Felle sehr wenig haltbar waren und auch naturfarbig wie gefärbt nicht besonders hübsch aussahen. Der Absatz stockte deshalb auch vollkommen“. Hauptumschlagplatz für die Felle war zu jener Zeit das jemenitische Aden. Die Felle der übrigen Gazellen wurden, ebenso wie die aller anderen Antilopenarten, ausschließlich der Lederfabrikation zugeführt.
Zu „hohem Ansehen“ gelangten Gazellenfelle im Jahr 1927 in der Sommerpelzmode. Sie wurden dafür geschoren, zu „gutwirkenden Streifen geformt“ und zu sommerlichen Mänteln verarbeitet. Lilabraune, naturfarbenbelassene Antilopenfelle, aus denen man Mäntel arbeitete, waren in großen Mengen erhältlich. Beste Ware war jedoch knapp, die meisten Felle waren beschädigt und schlecht. Philipp Manes, der von den Nationalsozialisten ermordete Chronist der Pelzbranche, berichtet von Karl Bruhn, einem sehr erfolgreichen Berliner Kürschner, dessen Lockangebote in den Schaufenstern berühmt waren: „Es war natürlich Massenware, die bei ihm verkauft wurde, aber sie entsprach durchaus dem Geschmack des Publikums. Selbst den Gazellenmantel setzte er zu Hunderten ab, es machte ihm nichts aus, wenn nach drei Tagen ein Stück zurückgebracht wurde, weil es zu viel Haare gelassen hatte.“ Manes fährt fort: „Wie eine Seuche herrschte die Gazellenmode. Man verkaufte die hübschen Felle ballenweise, sie wurden bedruckt und gefärbt. Aber ihr glasartiges Haar hielt keiner Beanspruchung stand, und so verschwand diese Fellart, die allen Besitzern nur Ärger bereitete, glücklicherweise bald aus der Branche.“ Insbesondere für Taschen, die weniger der Abnutzung unterliegen als Bekleidung, wird das attraktive Fell jedoch noch immer genutzt.

Traditionelle Bekleidung aus Antilopenfell
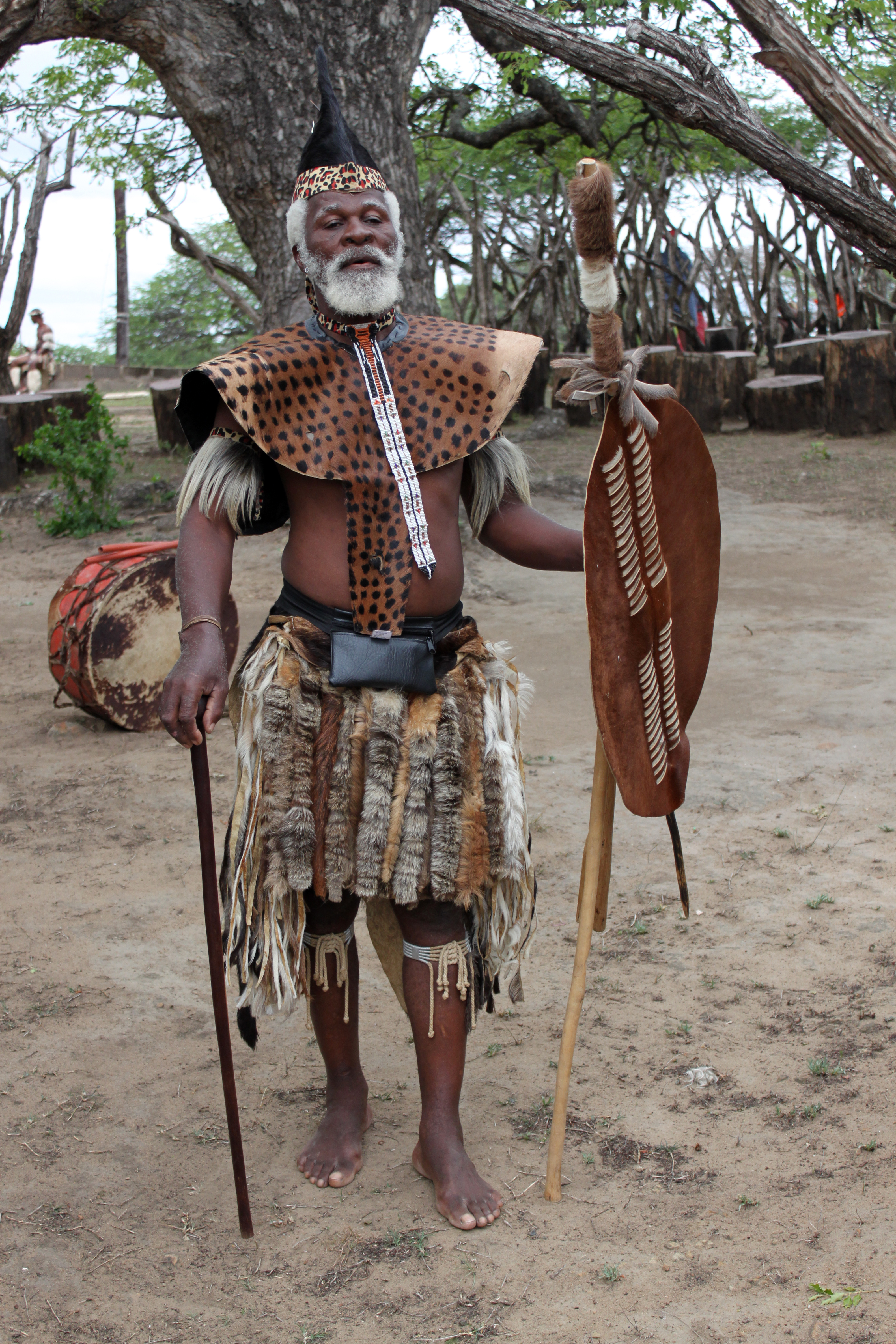
Zulu mit Pelzkostüm. Mit Flecken bemaltes Antilopenfell und Wildkatzenschwänze. Schild aus (Antilopen?-)Fell (2014)
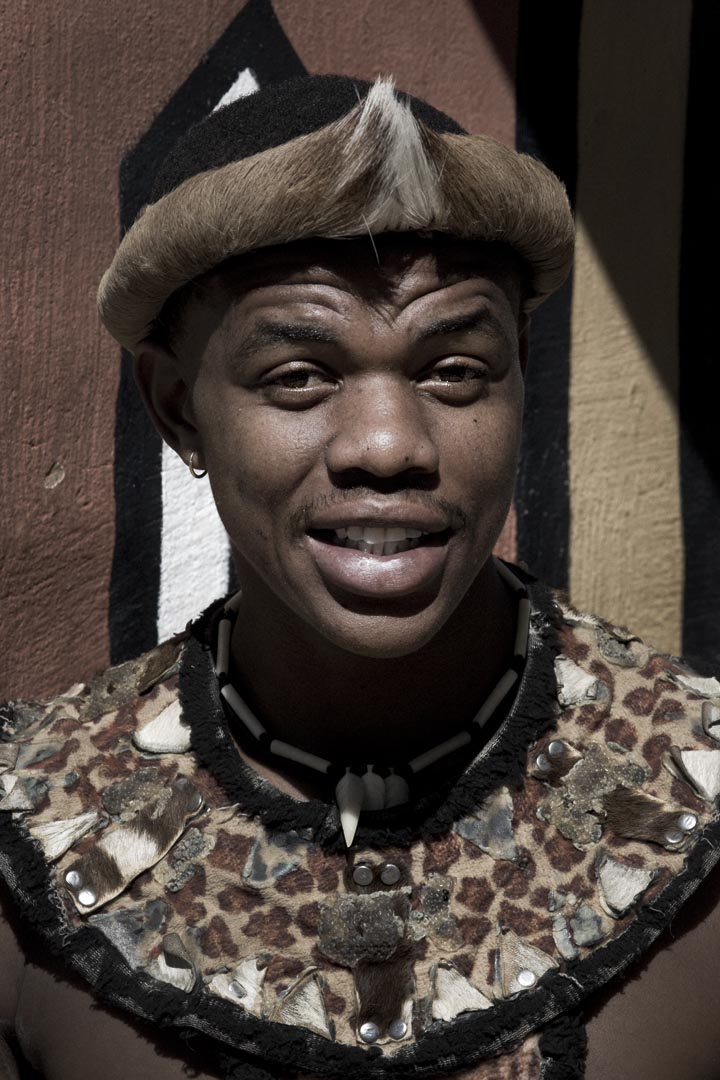
Zulu-Krieger mit Antilopenmütze (2010)

## Verarbeitung

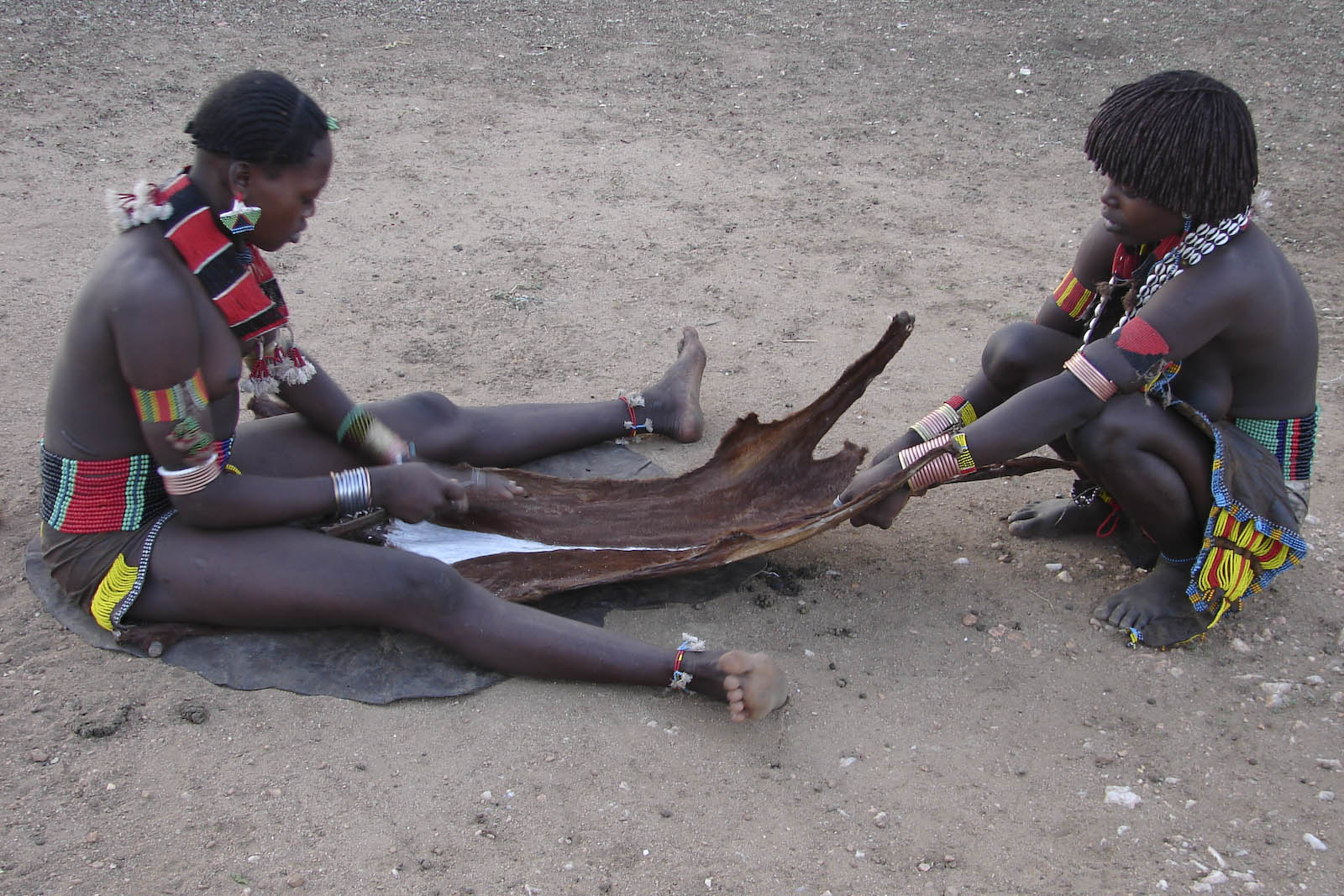
Bearbeiten eines rohen Antilopenfells (Hamer Village, Äthiopien, 2008)

Da die Verwendung der Felle der verschiedenen Antilopenfellarten meist für Kleinteile wie Taschen, Besätze, Kopfbedeckungen und Ähnlichem erfolgt, vor allem wegen der geringen Haltbarkeit nur selten als Großkonfektion, werden die Produkte aus Antilopenfell derzeit weniger von den pelzherstellenden Kürschnern, sondern eher von lederverarbeitenden Betrieben gearbeitet. Ein weiteres Problem dieser Fellarten ist, insbesondere bei der Verarbeitung zu Pelzbekleidung, dass beim scharfen Umlegen des Fells an den Kanten (fachsprachlich: Umbugen) infolge der flachen, dann abstehenden Behaarung das Leder durchscheint. Sommerfelle weisen ganz allgemein bei dünnerer Behaarung oft ein stärkeres Leder auf. Ganz besonders ist dies bei Rehen und Gazellen zu bemerken, eine Jacke aus Sommergazellen ist entsprechend des besonders dicken Leders äußerst schwer. Wintergazellenfelle weisen dagegen gewöhnlich ein zartes Leder auf und sind auch im Haar bedeutend haltbarer. Sie haben jedoch den Nachteil, dass die anfangs nur als schwarze Pünktchen auf der Lederseite erscheinenden Haare im weiteren Zurichtverfahren auf der Lederseite immer weiter durchtreten, bis sie womöglich gar keinen Halt mehr haben und das Fell „haart“.
Im Jahr 1928, als Sommerpelze aktuell waren (die keine so hohen Ansprüche an die Haltbarkeit stellen), fand das Fell auch Aufnahme in ein Werk mit Arbeitstechniken der Pelzverarbeiter. Als Besonderheit wurde empfohlen, „ganz gegen die sonstige Gewohnheit des Kürschners, die Seiten nicht mit dem Messer, sondern mit der Schere abzugleichen“, damit sich die spießigen Haare in den Nähten nicht unschön in einander schieben. Durch eine halbfellige Verarbeitung, Fellrücken (Grotzen) an Fellseite, lässt sich, da der Rücken dunkel ist, die Seite wieder hell, eine „ganz hübsche und plötzlich einsetzende Kontrastwirkung erzielen“.
Die für Kleidungszwecke verwendeten Antilopenfelle wurden früher in der Regel gefärbt oder bedruckt, zum Beispiel mit Jaguar-, Leopard- oder Ozelotmustern. Das zu lange Haar wurde dafür geschoren.
Im Jahr 1965 wurde der Fellverbrauch für eine für einen Antilopen- oder Gazellenmantel ausreichende Felltafel mit 30 bis 40 Fellen angegeben (sogenanntes Mantel-„Body“), wobei hierbei offenbar sehr kleine Gazellenfelle angenommen wurden. Für die Berechnung wurde eine Tafel mit einer Länge von 112 Zentimetern und einer durchschnittlichen Breite von 150 Zentimetern und einem zusätzlichen Ärmelteil zugrunde gelegt. Das entspricht etwa einem Fellmaterial für einen leicht ausgestellten Mantel der Konfektionsgröße 46 des Jahres 2014. Die Höchst- und Mindest-Fellzahlen können sich durch die unterschiedlichen Größen der Geschlechter der Tiere, die Altersstufen sowie deren Herkunft ergeben. Je nach Pelzart wirken sich die drei Faktoren unterschiedlich stark aus.
Die Reparierbarkeit von Antilopenpelzen wird mit „nicht empfohlen“ angegeben, auch eine Pelzumgestaltung getragener Mäntel oder Jacken wird nicht angeraten. Die Kanten werden schnell kahl.

Moderne Produkte aus Antilopenfell
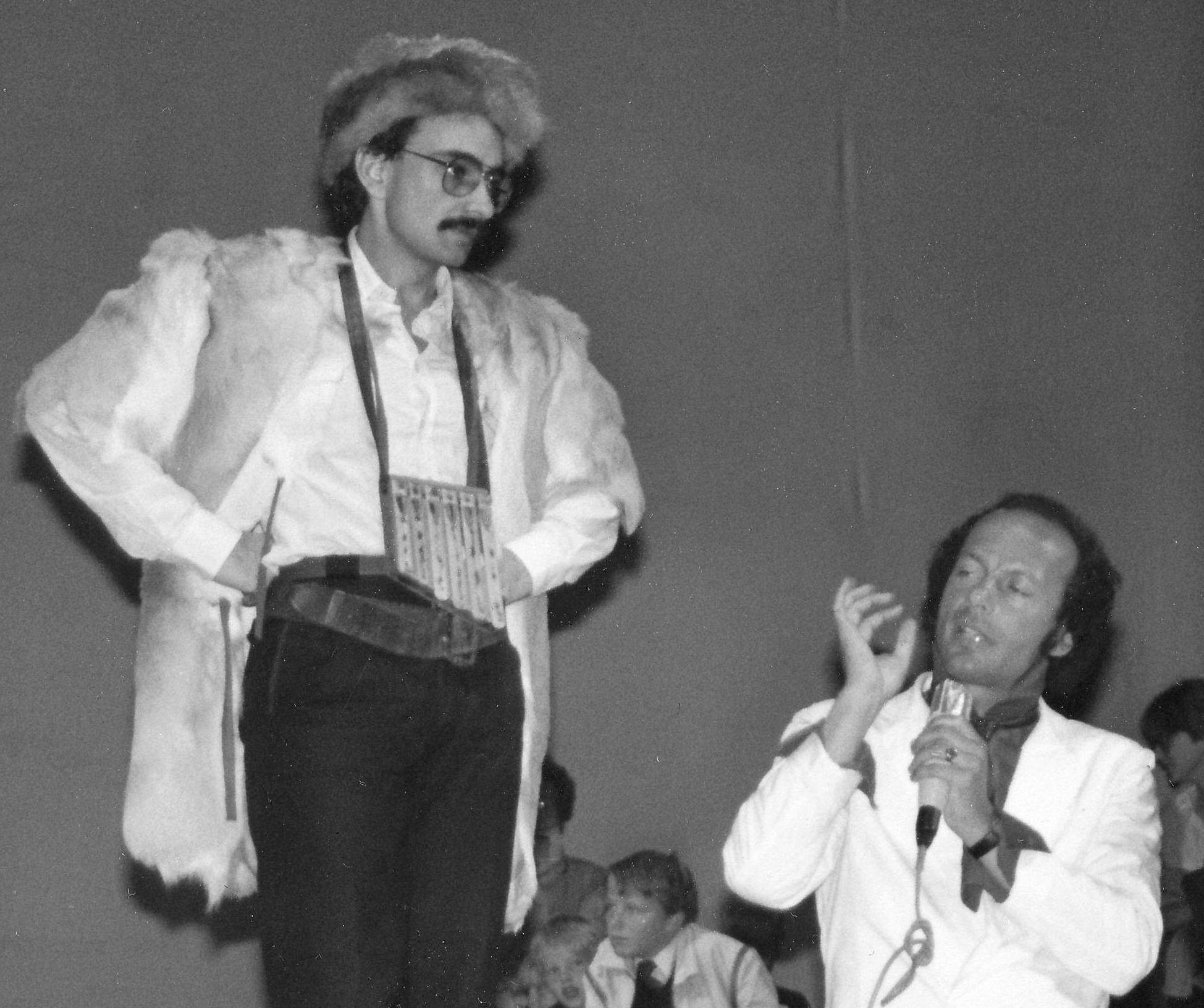
Opernsänger Markus Schwendemann als Papageno in einer Antilopenjacke (etwa 1986/87)
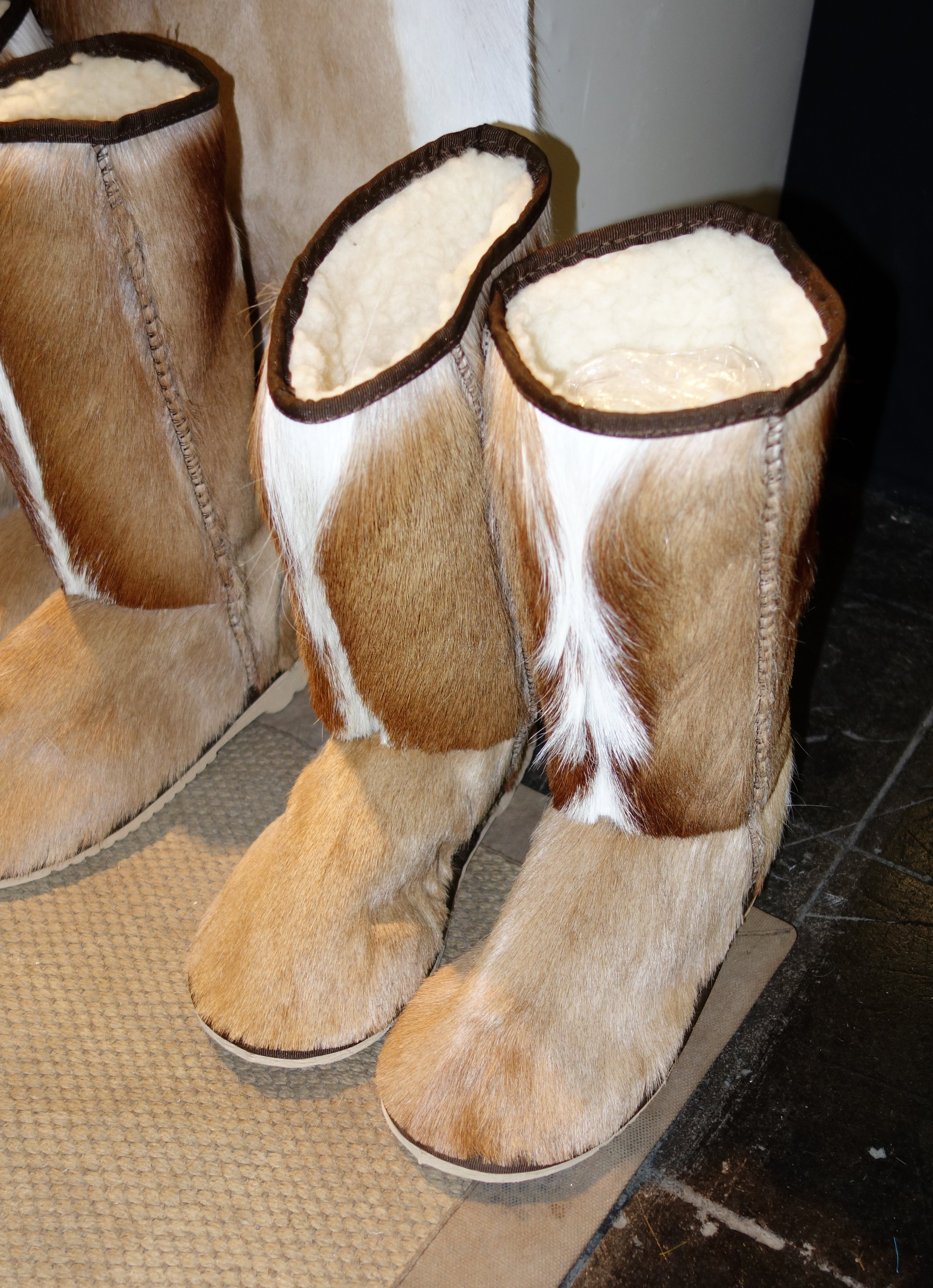
Springbockstiefel (2014)
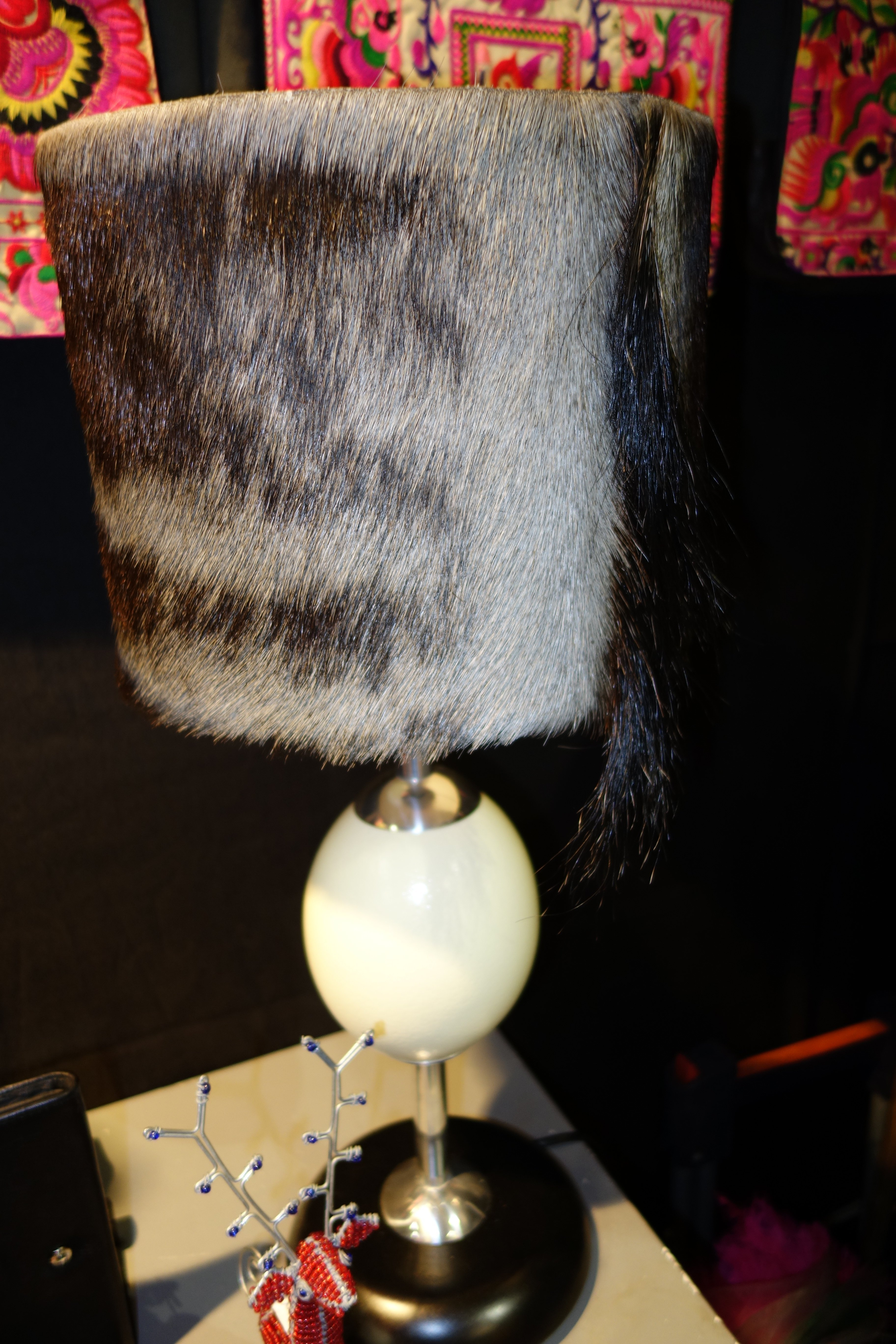
Springbock-Lampenschirm (2014)
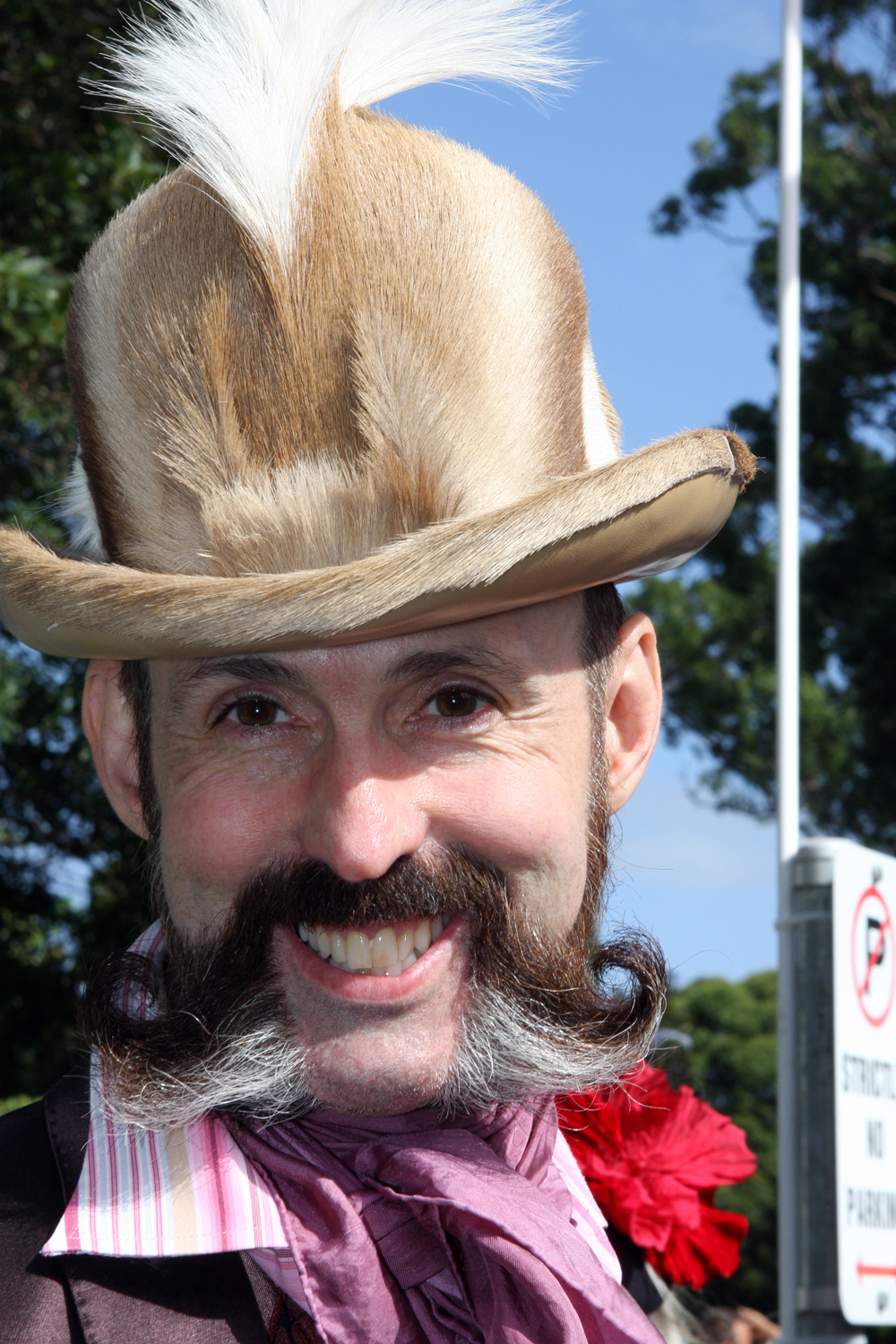
Herrenhut (Sydney, 2012)
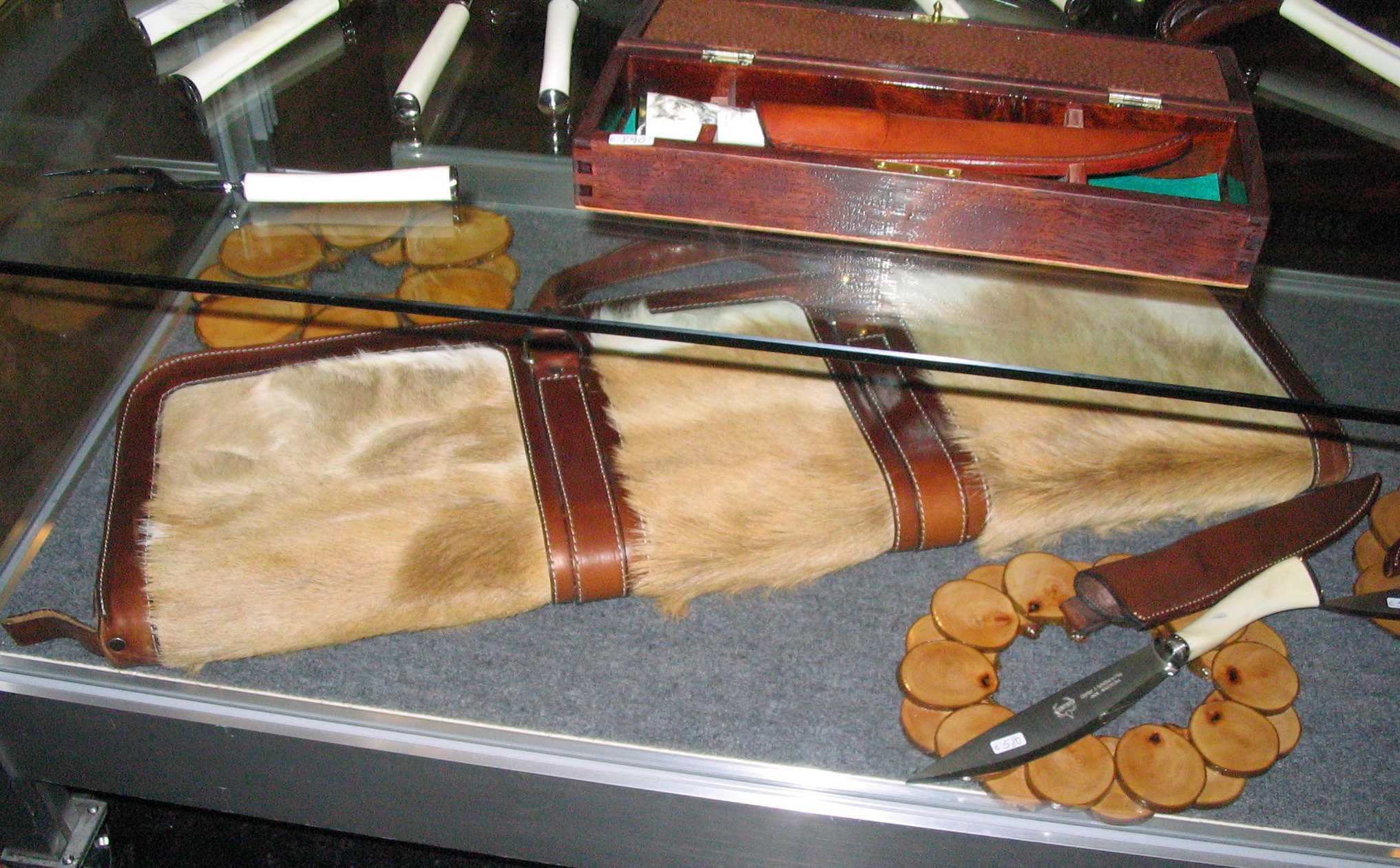
Jagdtasche, Indische Antilope (2013)

## Hauptsächliche, für die Fellverarbeitung infrage kommenden Antilopenarten
Es gibt nur wenige Angaben darüber, von welchen der zahlreichen Antilopenformen Felle im Rauchwarengewerbe gehandelt und verarbeitet wurden. Nachfolgend die Auflistung einiger, hauptsächlich für die Fellverarbeitung infrage kommender Arten.

### Ducker
Die kleinsten der 29 derzeit bekannten Arten der Ducker sind nicht größer als ein Hase, die größten können ein Reh an Größe übertreffen. Die Kopfrumpflänge schwankt je nach Art zwischen 60 und 170 Zentimeter, der Schwanz misst etwa 5 bis 10 Zentimeter. Die Färbung variiert zwischen den Arten. Oft ist die Oberseite in einem Braunton gefärbt, während die Unterseite deutlich heller ist. Einige Arten haben gelblich oder rötlich schimmerndes Fell, der Zebraducker hat seinen Namen von seinem zebraartigen Streifenmuster.
Alle Arten leben in Afrika südlich der Sahara, und hier mehrheitlich im Bereich der tropischen Regenwälder West- und Zentralafrikas.
- Der Blauducker im südlichen Afrika ist die kleinste Antilopenart und hat die größte Verbreitung der Antilopen. Die Felloberseite ist schiefergrau bis dunkelbraun, hat jedoch einen graublauen Glanz. Die Bauchseite und die Schwanzunterseite sind weißlich. Der kurze, buschige Schwanz ist schwarz-weiß.

Felle des Blauduckers kamen früher in den internationalen Handel.

### Gazelle

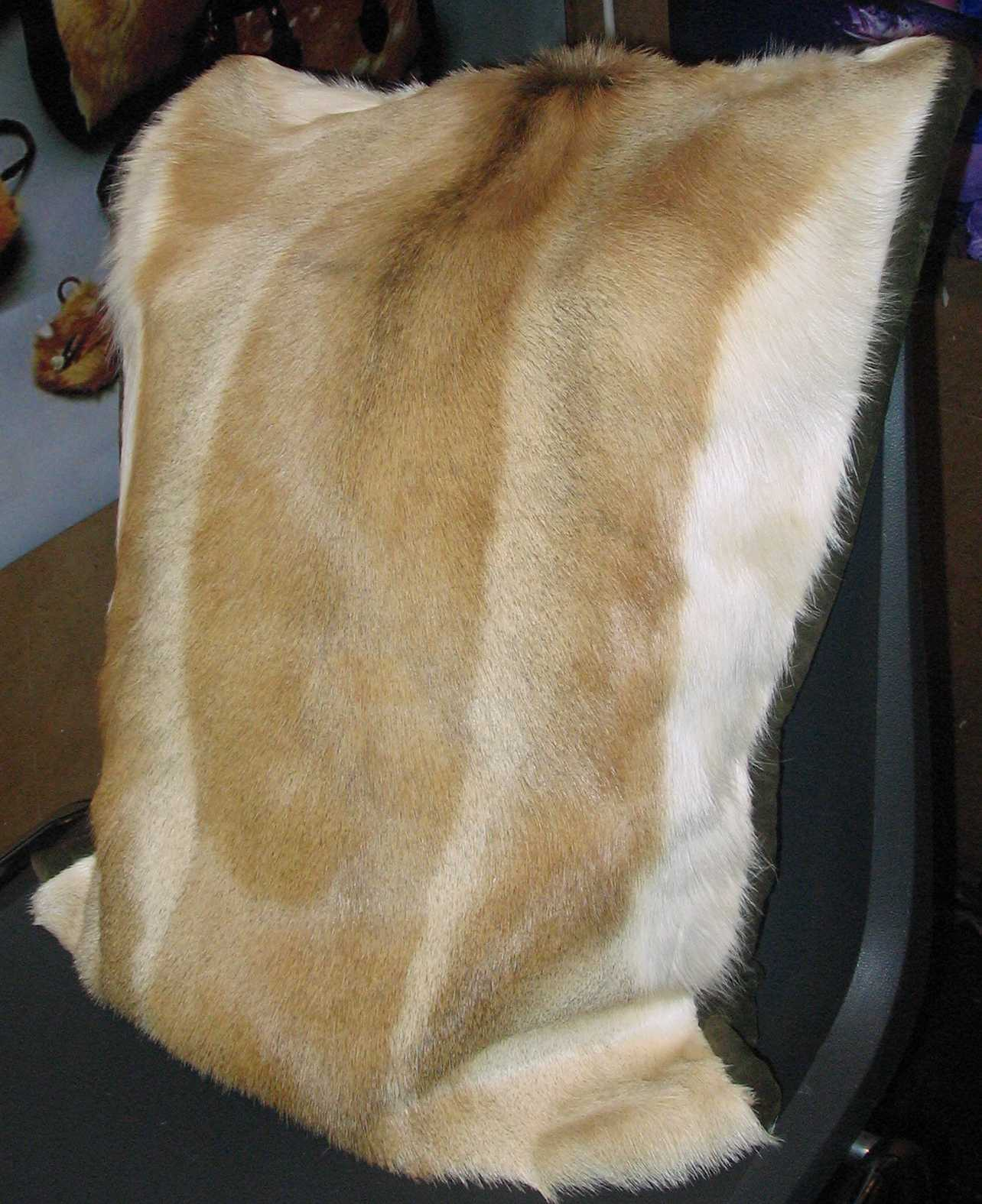
Kissen aus einem indischen Antilopenfell (2013)

Das Fell der Gazelle ist nicht ganz reh- bis damhirschgroß. Ein auffälliges Merkmal ist die beim lebenden Tier nur bei stärkerer Bewegung sichtbaren, von Hautfalten bedeckten 20 bis 25 Zentimeter langen schneeweißen Haare. Die lebhafte hübsche Färbung variiert ebenso wie Größe und Körperbau. Teils sind die Felle fast einfarbig, teils, bunt gestreift. Die Färbung ist lebhaft mit hübschen Zeichnungen, teils schwarz bis silbergrau gesprenkelt. Vorherrschende Farben sind dunkel- bis hellzimtbraun, rötlich grau bis gelblich grau, reh- oder perlhuhnähnlich. Die Fellseite sowie die Innenseite der Beine sind vielfach heller als der Körper: hellrötlich oder weiß bis weißgrau. Die Felllänge beträgt dieser artenreichsten Antilopengattung reicht von 85 bis 170 Zentimeter zusätzlich einer Schwanzlänge von 15 bis 30 Zentimeter.
Das Verbreitungsgebiet der Gazellen umfasst ganz Afrika (ohne Madagaskar) und weite Teile Asiens (von der Arabischen Halbinsel bis in das nördliche Indien und das nördliche China).
Die Behaarung aller nachfolgend aufgeführten Gazellenarten ist kurz, glatt und anliegend bis eng anliegend. Über den Haarwechsel der verschiedenen Gazellenarten scheint wenig bekannt zu sein. Wegen der fehlenden Unterwolle verläuft er vermutlich unauffällig über einen längeren Zeitraum erstreckend.
- Sömmerringgazelle

Die Kopfrumpflänge der Sömmerringgazelle beträgt 123 bis 153 Zentimeter, die Schwanzlänge 18 bis 21 Zentimeter. Das Haarkleid ist licht gelb- bis rötlichbraun, der Flankenstreif fehlt oder ist nur angedeutet. Der Kopf ist schwarzbräunlich, unter einem vom Hornansatz bis zur Schnauze reichenden weißen Überaugenstreif liegt ein schwarzer Augenstreif und darunter, aber nur am Auge, nochmals ein weißer Streifen. Die Unterseite, die Läufe mit Ausnahme eines schmalen Außenstreifens, und dem Spiegel, der zur Kuppe hin winklig erweitert ist, sind weiß.
Die Heimat der Art mit fünf Unterarten ist Ostafrika (Sudan, Äthiopien, Nordsomalia). In Nationalparks und Reservaten ist die Sömmerringgazelle vollständig geschützt, außerhalb davon besteht Teilschutz.
- Dorkasgazelle

Die Dorkasgazelle ist 85 bis 105 Zentimeter lang, hinzu kommt der Schwanz mit 15 bis 20 Zentimeter. Das Fell ist sandfarben. Der Flankenstreif ist schwach ausgeprägt und rötlich gelbbraun. Die Unterseite einschließlich der Spiegel und die Innenseiten der Läufe sind weiß. Der Kopf ist rotbräunlich mit weißem Streifen, der oberhalb des Auges vom Hornansatz bis zur Schnauze verläuft. Am Knie befinden sich Büschel aus langen rötlichbraunen Haaren.
Die Art mit acht Unterarten ist in Nordafrika und Arabien zuhause. In Nationalparks und Reservaten ist sie vollständig geschützt, außerhalb davon besteht Teilschutz.

- Rotstirngazelle

Die Körperlänge der männlichen Rotstirngazelle beträgt 110 bis 120 Zentimeter, die der weiblichen 105 bis 110 Zentimeter, die Schwanzlänge 19 bis 25 beziehungsweise 15 bis 20 Zentimeter. Die Fellfarbe ist kräftig rot, sand- bis gelblichbräunlich mit schmalem, je nach Unterart braunem bis schwarzem Streif entlang der Flanken und darunterliegendem, ebenfalls schmalem, rotbräunlichem „Schattenstreifen“. Die Unterseite mit den Spiegeln und die Innenseiten der Läufe sind reinweiß und scharf gegen die Oberseitenfärbung abgegrenzt. Die Schwanzhaare sind schwarz. Am Schwanzansatz ist die Behaarung kurz, auf den restlichen ¾ seiner Ausdehnung zunehmend längeres Haar und Quastenbildung.
Die Heimat de Rotstirngazelle mit sechs Unterarten sind die Savannen Nordafrikas (Südrand bis Sahara), die Heuglinggazelle, eine eventuelle Unterart, lebt in Äthiopien und im östlichen Sudan. In Nationalparks und Reservaten ist die Rotstirngazelle vollständig geschützt, außerhalb davon besteht Teilschutz. Rotstirngazellen werden auch gezüchtet. Die Art wird von der IUCN – International Union for Conservation of Nature and Natural Resources als gefährdet („Vulnerable“) eingestuft.
- Thomson-Gazelle

Die Thomson-Gazelle ist wohl die verbreitetste Gazellenart. Die Kopfrumpflänge beträgt 100 bis 110 Zentimeter, die Schwanzlänge 15 bis 20 Zentimeter. Sie ist sehr kontrastreich gemustert. Der Körper ist sand- bis rötlich gelbbraun. Der breite Flankenstreif ist schwarz und gegen die weiße Unterseite scharf abgegrenzt, die Spiegel und die Innenseiten der Läufe sind ebenfalls weiß. Der Kopf ist sehr bunt, denn die Stirn und der Nasenrücken sind braun, der Überaugenstreif weiß und der Wangenstreif schwarz.
Die Thomson-Gazelle ist mit drei Unterarten über Ostafrika verbreitet (Südostsudan, Teile Kenias, Nordtansania). In Nationalparks ist sie vollständig geschützt, außerhalb steht sie unter Teilschutz. Der Bestand dieser Art ist nicht bedroht.
- Giraffengazelle

Ihren Namen haben die Giraffengazellen als Laubfresser von ihrem für die Nahrungsaufnahme verlängerten, schlanken Hals. Männliche Tiere erreichen eine Kopfrumpflänge von 155 bis 160 Zentimeter, weibliche 140 bis 155 Zentimeter. Die Schwanzlänge beträgt 25 bis 35 Zentimeter. Die Läufe sind ebenfalls länger als bei den anderen, eher bodengrasenden Gazellenarten. Die Ohren sind sehr groß. Die Fellfarbe ist hellbraun bis dunkelbraun (Litocranius schateri) beziehungsweise rötlichbraun (Litocranius walleri). Ein dunkelbrauner bis violettbrauner Streifen erstreckt sich von der Höhe der Ohren entlang des hinteren Halses über den Rücken (hier 18 bis 20 Zentimeter breit, nach hinten allmählich schmaler werdend) bis zum Schwanzansatz. Dieses zweifarbige Haarkleid auf der Körperoberseite ist unter Gazellen einzigartig. Der auffällige Kontrast zwischen Sattel- und Flankenfärbung wird oft durch einen sehr hellen (bis gelblichweißen) Zwischenstreif verstärkt, der in die Flankenfärbung übergeht. Der Bauch mit den bis zur Schwanzwurzel reichenden Spiegeln sowie die Innenseiten der Beine (Oberschenkel) sind hellgelblich bis weiß, die Außenseiten der Läufe nussbraun. Der Hals der männlichen Tiere wird zum Kopf hin immer heller, manchmal bis gelblichweiß, bei den Weibchen ist er dagegen von gleichmäßig hellbräunlicher Farbe. Die Kehle ist bei beiden Geschlechtern weiß. Am weißen Spiegel ist die Behaarung gering, die Haare am Knie und die Schwanzquaste sind bedeutend verlängert.
Die Verbreitung der Giraffengazelle mit drei Unterarten reicht in den Savannengebieten Ostafrikas vom Südostsudan über Teile Kenias bis Nordtansania. In Nationalparks Ostafrikas ist sie vollständig geschützt. Obwohl die Art nicht sehr zahlreich ist, gilt sie als nicht bedroht.

### Gnu

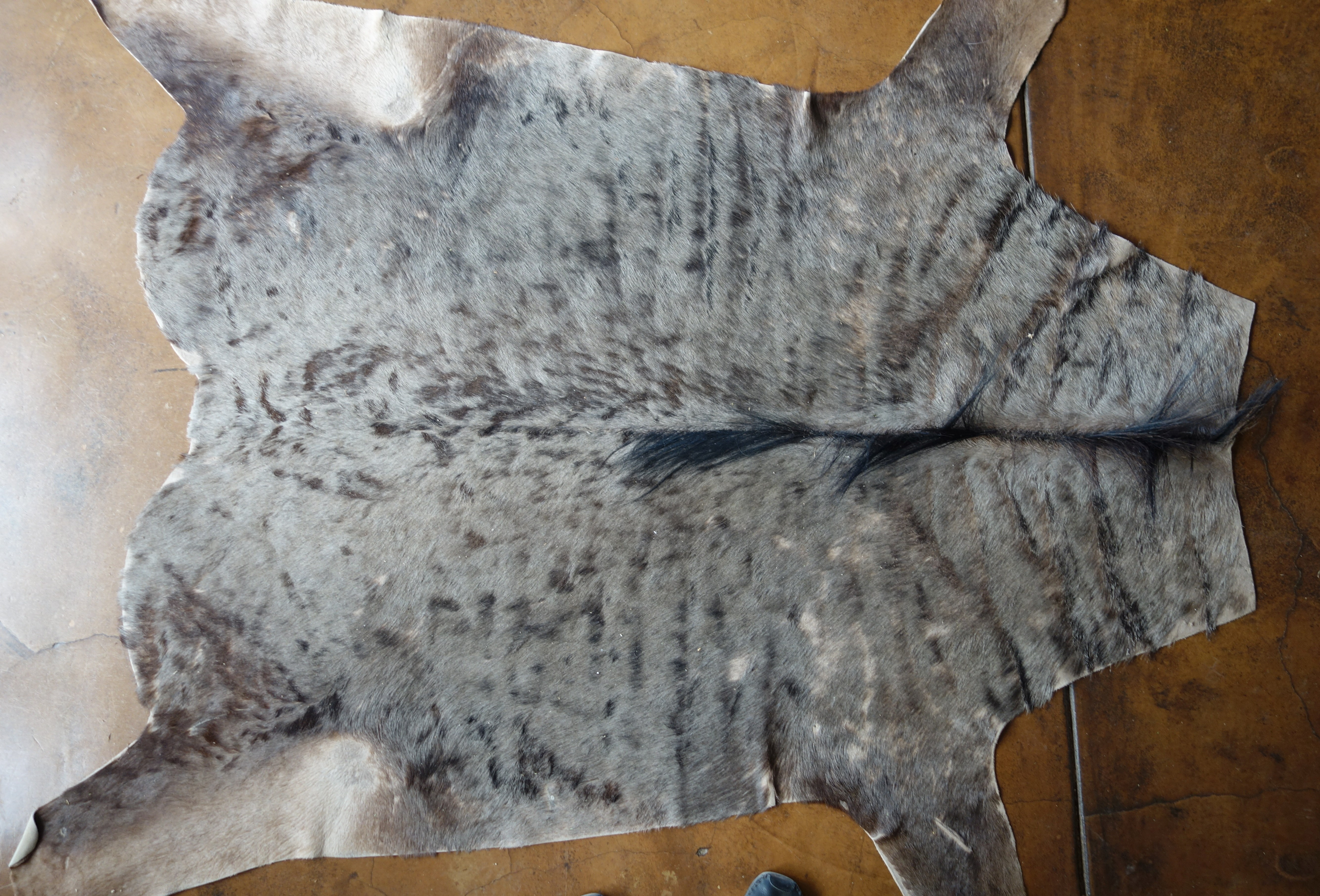
Gnufell
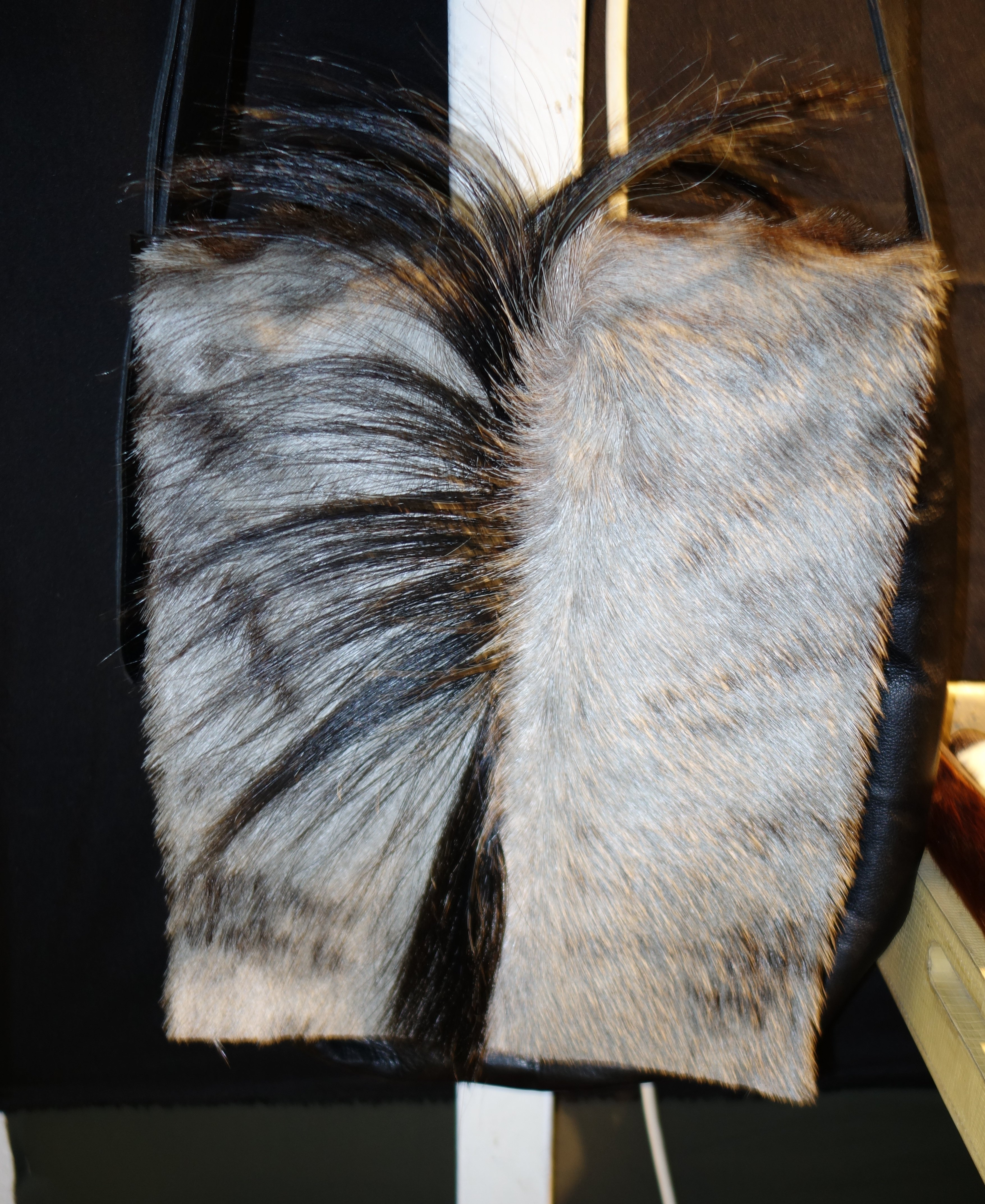
Tasche aus Gnufell (2014)

Gnus erreichen eine Kopfrumpflänge von bis etwa 2 Metern. Die Fellfarbe ist je nach Art unterschiedlich (Streifengnu, Weißschwanzgnu und Unterarten).
Das Haarkleid des Streifengnus (Ost- und Südafrika) ist bräunlich oder bläulich schillernd dunkelgrau. Vom Hals bis zum Hinterteil befinden sich dunkle Querstreifen. Eine lange, schwarze Mähne bedeckt den Nacken bis zu den Schultern. An der Kehle wächst ein schwarzer Bart. Der schwarze Schweif erinnert an einen Pferdeschwanz. Bei der Geburt sind die Kälber hell rötlichbraun und haben ein dunkleres Gesicht.
Das Weißschwanzgnu (südliches Afrika) ist deutlich kleiner als das Streifengnu. Die Fellfarbe ist schwärzlich, der dem Pferdeschwanz ähnliche Schweif ist weißlich. Das Gesicht ist mit borstenartigen abstehenden Büscheln bedeckt, auch am Hals und zwischen den Vorderläufen wachsen lange Haare. Vom Nacken bis zu den Schultern reicht eine weiße Mähne mit schwarzen Spitzen.
Gnuhäute gehen meist in die Lederverarbeitung. Aus den lang behaarten Schwänzen fertigte man Fliegenwedel.

### Impala

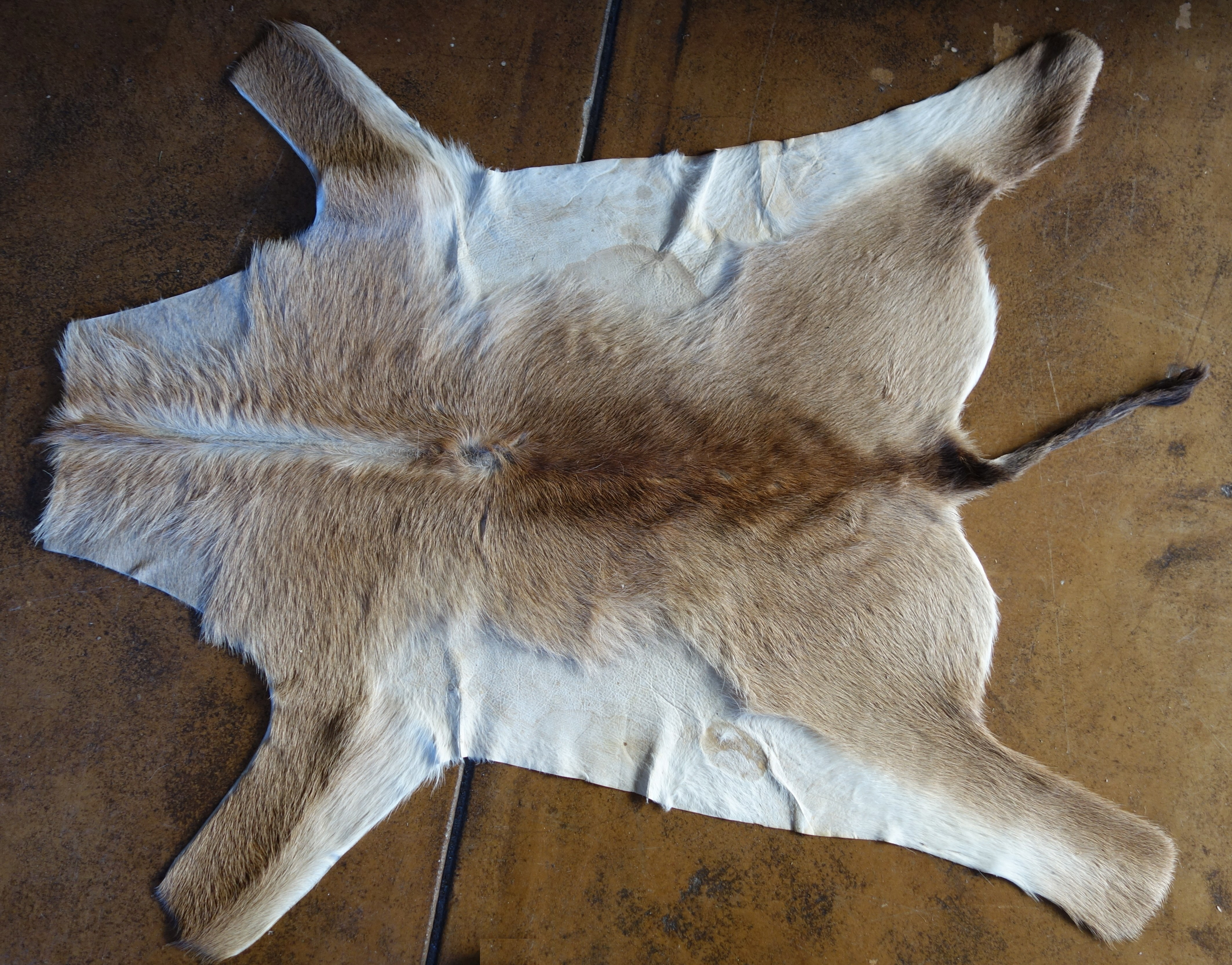
Impala (oder Letschwe?) -Fell

Impalas sind oben rehbraun gefärbt, die Flanken haben dabei eine etwas hellere Farbe. Der Unterbauch, die Brust, die Kehle und das Kinn sind weißlich. Den Steiß ziert beidseitig ein senkrechter schwarzer Streifen. Sprunggelenk und Vordermittelfuß sind dagegen schwarzbraun, weshalb diese Art auch Schwarzfersenantilope genannt wird. Oberhalb des Hufes wächst an jedem Hinterlauf ein schwarzes Haarbüschel. Der Kopf ist zierlich, die Augen groß und die Ohren schmal und spitz.
Ihr Verbreitungsgebiet reicht von Kenia und Uganda über Tansania, Sambia, Mosambik und Simbabwe bis nach Botswana und ins nordöstliche Südafrika, außerdem lebt die Unterart der Schwarznasenimpala im Grenzgebiet von Angola und Namibia.
In den 1960er Jahren kamen Impalafelle in den Handel.
Die IUCN stuft die Impala als nicht gefährdet („Least concern“) ein; die Schwarznasenimpala gilt als gefährdet („Vulnerable“).

### Springbock

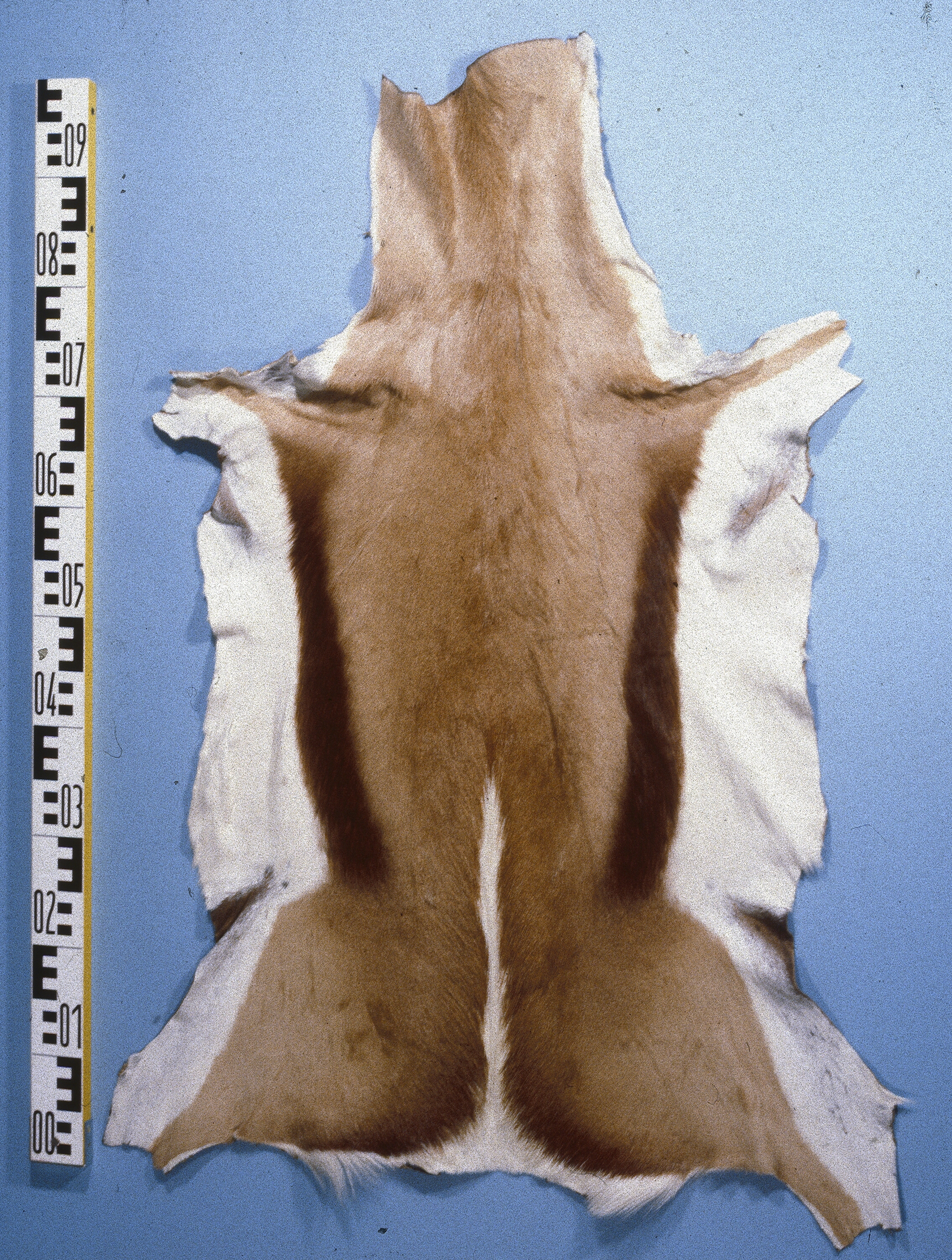
Springbockfell
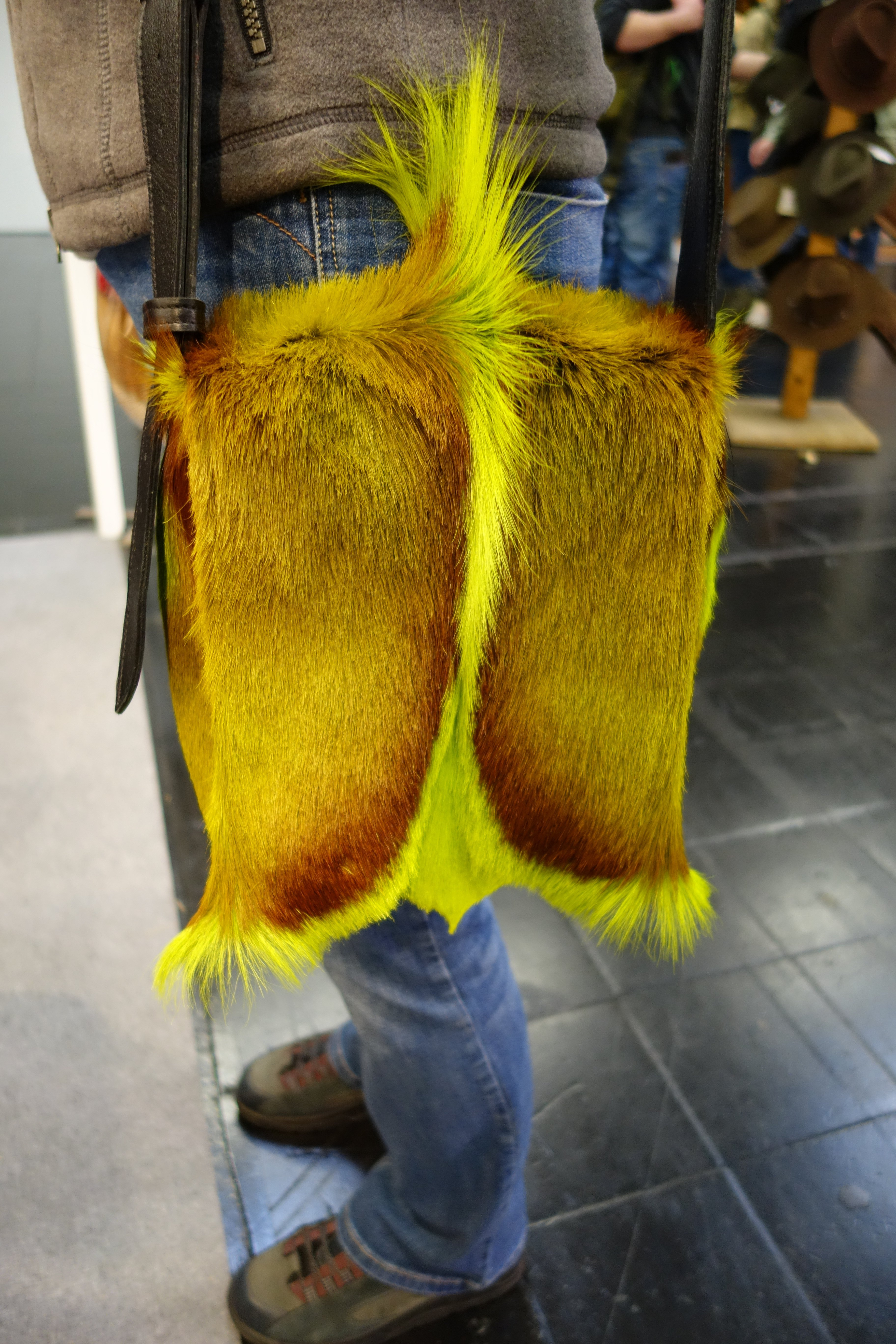
Tasche aus neongelb gefärbtem Springbockfell (2014)

Der männliche Springbock hat eine Kopfrumpflänge von 125 bis 150 Zentimeter, der weibliche 120 bis 145 Zentimeter. Die Schwanzlänge der Männchen beträgt 20 bis 32 Zentimeter, die der Weibchen 20 bis 27 Zentimeter. Im Aussehen ähnelt er der Thomson-Gazelle. Wie diese hat er einen dunklen, rotbraunen Streifen, der die gelbbraune Oberseite von der weißen Bauchseite trennt. Am weißen Kopf erstreckt sich ein dünner Streifen von den Augen bis zum oberen Maulwinkel. Die Haare sind eng anliegend, kurz und glatt. Die Unterwolle fehlt oder ist nur schwach entwickelt. An der Schwanzspitze und an der Rückseite der Keulen sind die Haare verlängert, beim Männchen auch geringfügig im Nacken. Die längsten (12 bis 15 Zentimeter) und gleichzeitig sehr steifen Haare befinden sich in einer Hautfalte am hinteren Rücken.
Die Heimat des Springbocks mit seinen drei Unterarten sind die Savannen Südafrikas, Namibias, Angolas und Botswanas. Springböcke werden in Reservaten geschützt und genießen auch außerhalb Jagdschutz.
1930 meldete eine Fachzeitschrift die erstmalige Verarbeitung von Springböcken, und zwar zu einem Mantel, den der Leipziger Kürschner Paul Büttner auf besonderen Wunsch der Kundin gearbeitet hat. Bis dahin wären die Felle für die Verwendung zu Pelzwerk noch nicht gehandelt worden.

### Windspielantilope, Eritrea-Dikdik
Die besonders in Eritrea beheimatete Windspielantilope wird zwischen 52 und 67 Zentimetern lang. Der Schwanz ist mit 3,5 und 5,5 Zentimeter ausgesprochen kurz und endet in einer unauffälligen Quaste. Das samtig weiche Fell weist je nach Unterart und Lebensraum im Rücken eine rötlichbraune bis gelblichbraune, graubläuliche Färbung auf, die zu den Flanken hin merkbar aufhellt. Der Hals ist rötlichgrau und die Beine sind außen rostrot gefärbt. Weite Teile des hinteren Kopfbereichs, insbesondere der Wangenbereich, aber auch der Nacken und die Halsseiten sind gräulich gefärbt. 
Die Art wird in der Roten Liste der IUCN als nicht gefährdet geführt („Least Concern“).

## Zahlen, Fakten
- 1988 hieß es über den Anfall von Antilopenfellen, dass genaue Zahlen nicht bekannt waren. Das Fell hatte zu der Zeit für den Handel kaum Bedeutung. Als Begründung wurde angegeben, dass es zum einen Schwierigkeiten mit der Verarbeitung mit sich brächte und zum anderen für Pelzzwecke fast immer zu flach sei.[4]

Felle verschiedener Antilopenarten
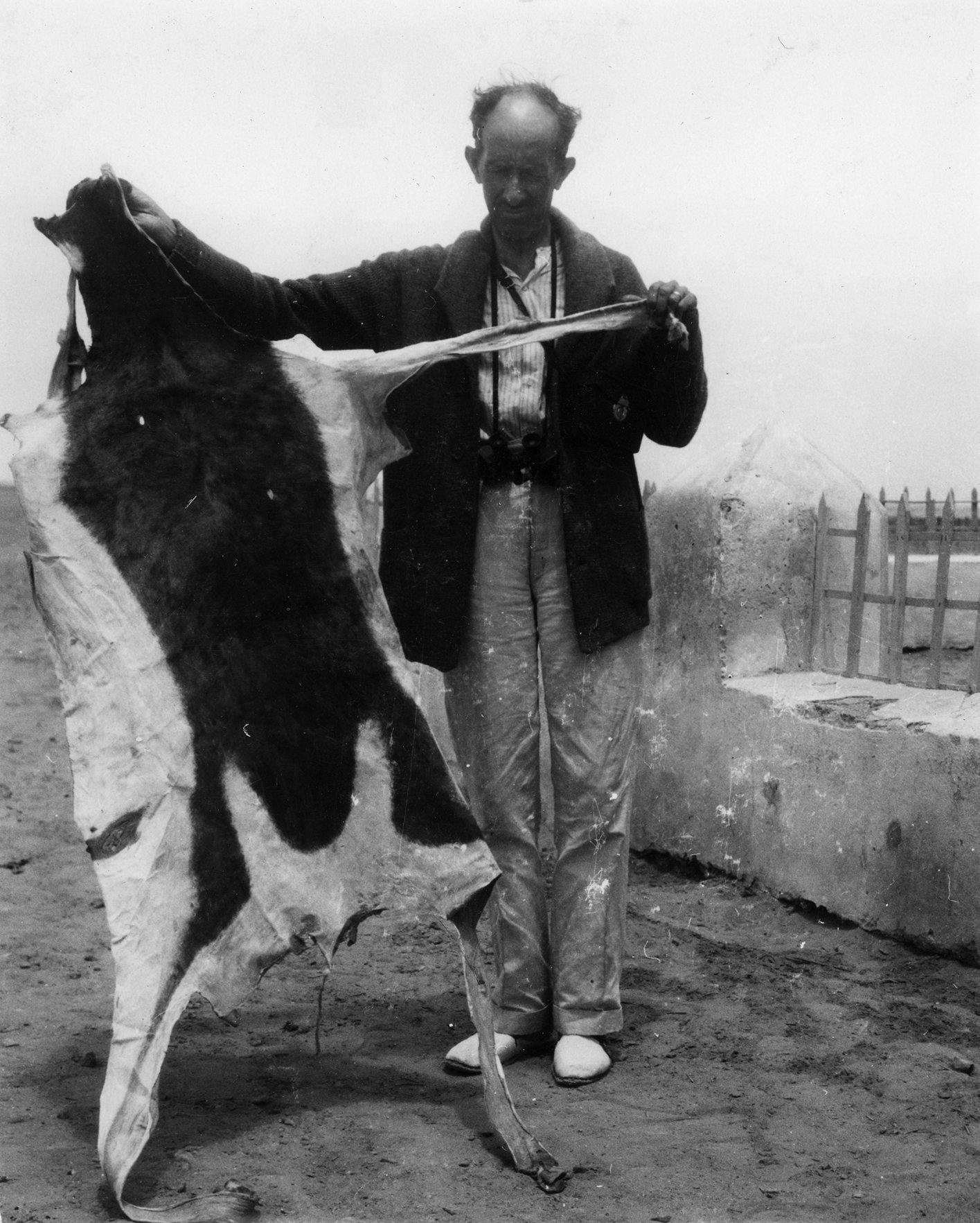
Damagazelle
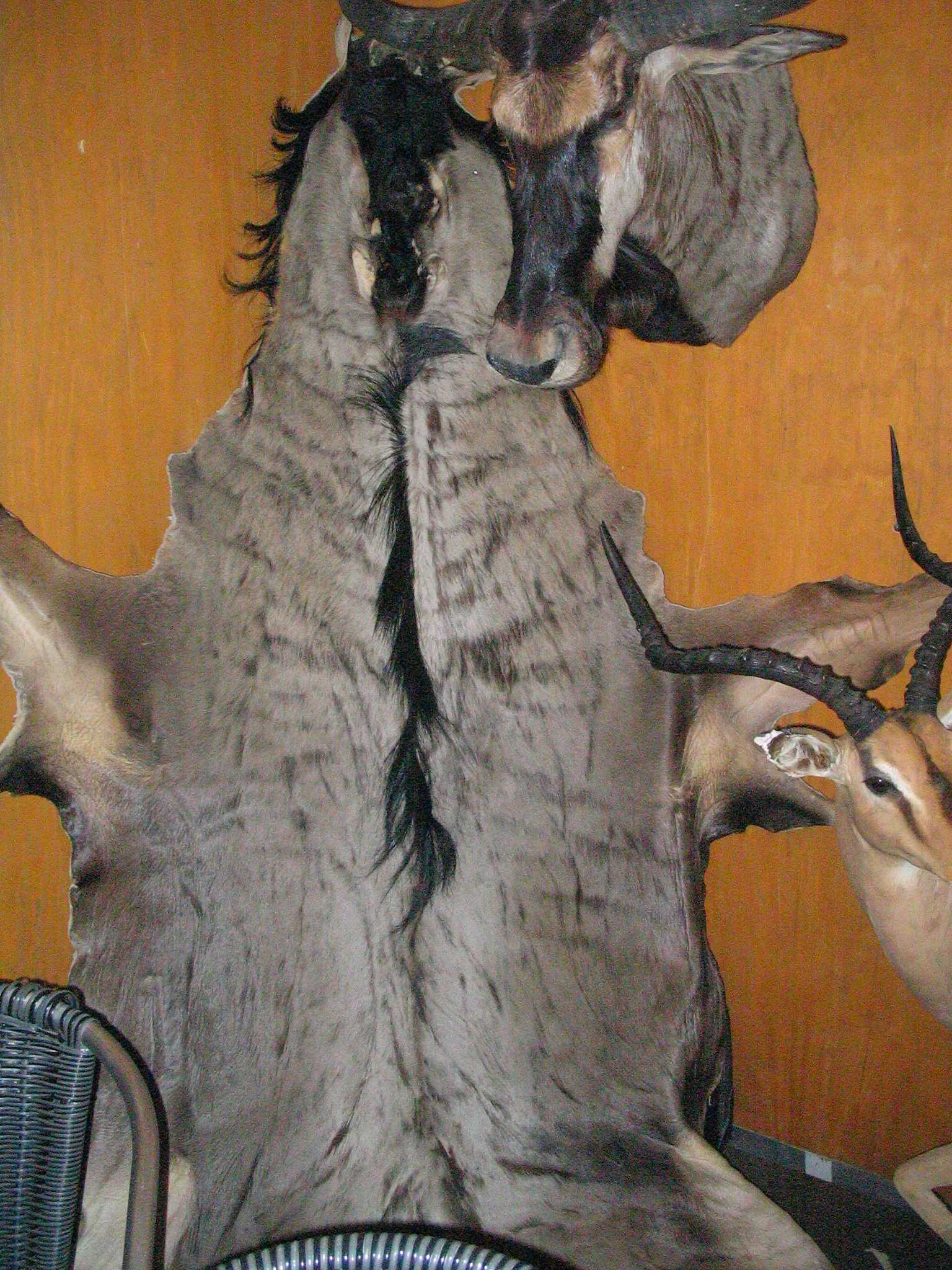
Hartebeest (Kuhantilope)
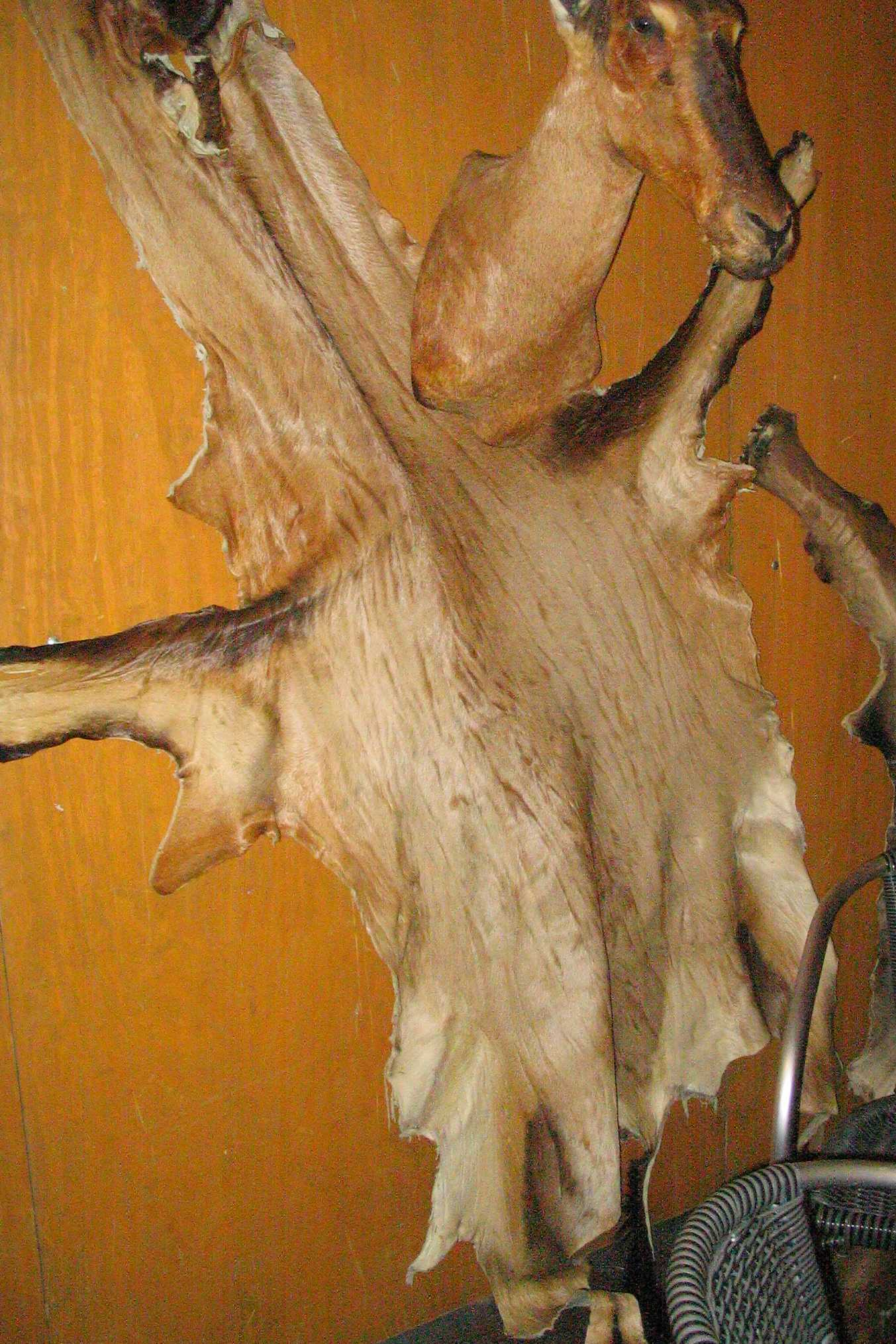
Hartebeest (Kuhantilope)
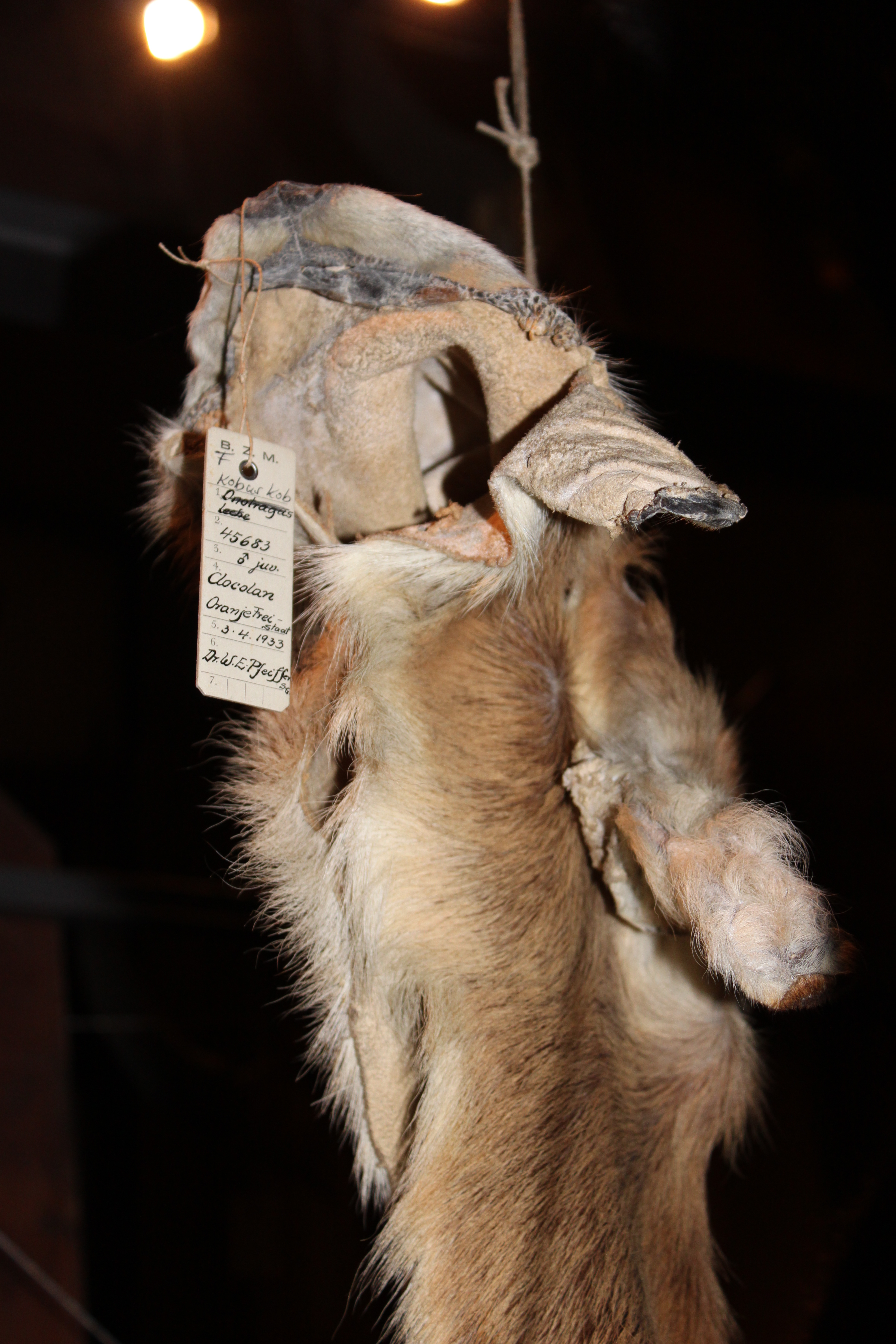
Männlicher Kob (Wasserbock)
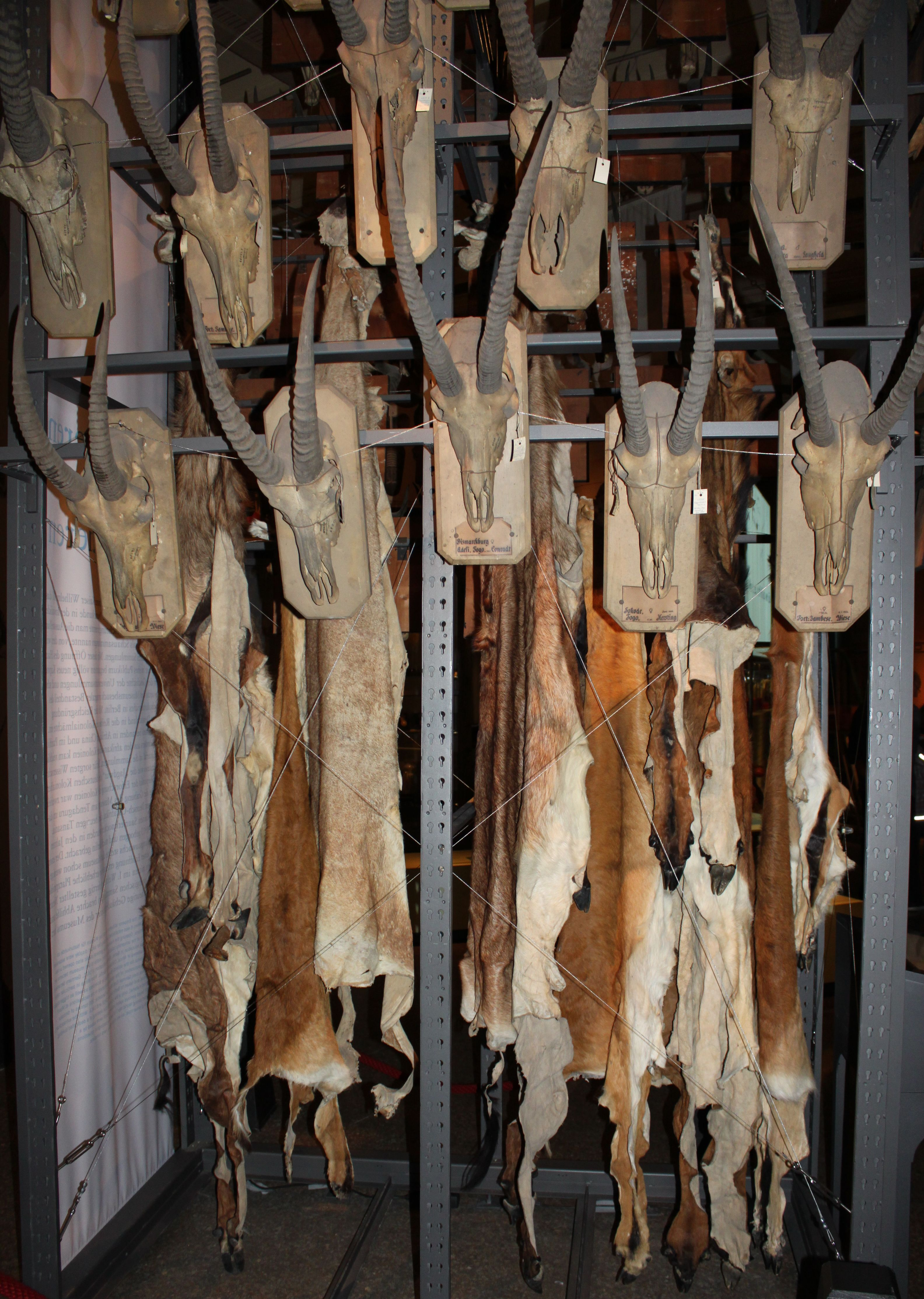
Gehörne und Felle im Naturkundemuseum Berlin